# Roda JC
Roda Juliana Combinatie (normalt bare kendt som Roda JC) er en hollandsk fodboldklub fra Kerkrade. Klubben spiller i den bedste række, Æresdivisionen. Roda JC blev stiftet den 27. juni 1962, og spiller sine hjemmekampe på Parkstad Limburg Stadion.
Roda JC har to gange, i 1997 og 2000, vundet landets pokalturnering.

## Tilblivelse
I 1954 gik SV Kerkrade (stiftet 1926) og SV Bleijerheide (fra 1914) sammen under navnet Roda Sport, mens Rapid '54 (stiftet 1954) og amatørklubben Juliana (fra 1910) fusionerede som Rapid JC. Rapid JC var en af datidens storklubber og vandt det hollandske mesterskab i 1956. I 1962 fusionerede Roda Sport og Rapid JC under navnet Roda JC.

## Titler
- Hollandske mesterskaber (1): 1956 (Rapid JC)

- Hollandske pokaltitler (2): 1997 og 2000

## Kendte spillere
- Dick Advocaat
- André Ooijer
- Arouna Koné
- Fredrik Berglund

## Danske spillere
- John Eriksen
- Jens Kolding
- Marc Nygaard
- Sten Ziegler
- Mads Junker
- David Boysen
- Patrick Banggaard